# Karl Hermann Zipp

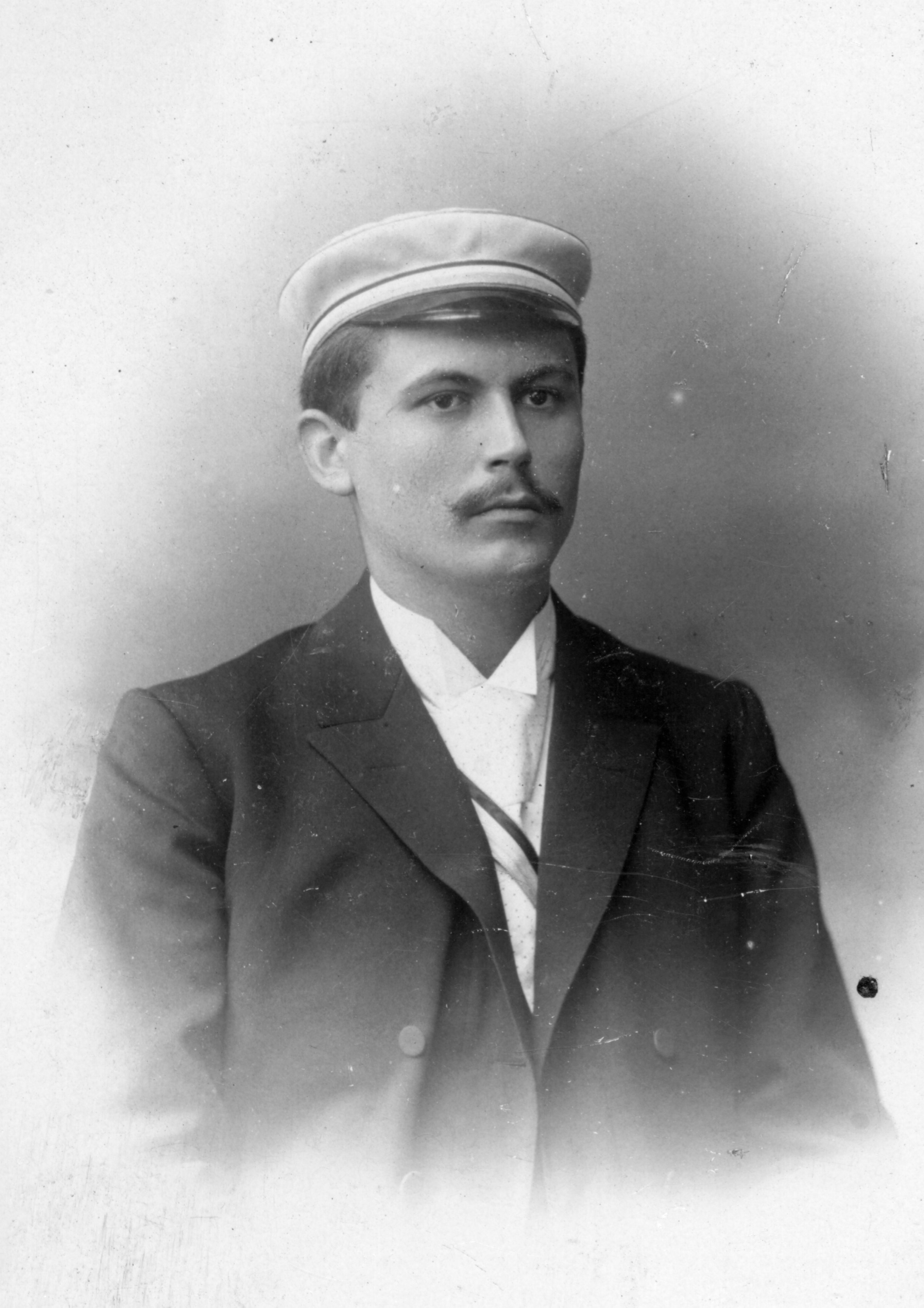
Karl Hermann Zipp

Karl Hermann Zipp (* 21. Januar 1875 in Moers; † 19. März 1940 in Potsdam) war ein deutscher Elektroingenieur.

## Leben
Ab 1885 besuchte er das Realgymnasium in Rheydt und wechselte 1887 auf das humanistische Gymnasium in Mönchengladbach. Ab 1894 studierte er Elektrotechnik an der TH Darmstadt, musste aber nach dem Vordiplom 1898 mangels Geld abbrechen. Während seines Studiums wurde er 1894 Mitglied der Darmstädter Burschenschaft Frisia. Er fand eine Anstellung als Elektroingenieur bei der Helios Elektrizitäts-A.-G. in Köln-Ehrenfeld, wo er nach knapp zwei Jahren zum Vorsteher des Montage- und Projektierungsbüros aufstieg. Ende 1901 wurde er Dozent für Elektrotechnik am Städtischen Friedrichs-Polytechnikum in Köthen. Es ernannte ihn 1913 zum Professor. Ab 1906 war sachverständiger Berater für das Elektrizitätswerk Osterode. 1916–28 war er Direktor der Städtischen Elektrizitätswerke Köthen und 1925–28 auch Rektor der dortigen Städtischen Gewerbe- und Handelshochschule. Nach einem Schlaganfall im August 1927 wurde er 1928 in den Ruhestand versetzt.
1908 hatte er einen Hochspannungsanzeiger (DRP 165714) erfunden, den so genannten Schüttelzipp.
Seit 1993 wird an der Hochschule Anhalt der nach ihm benannte Karl-Hermann-Zipp-Preis an Absolventen mit herausragenden Studienleistungen am Fachbereich Elektrotechnik, jetzt Fachbereich Elektrotechnik, Maschinenbau und Wirtschaftsingenieurwesen, verliehen.

## Schriften
- Berechnung elektrischer Leitungsnetze mit spezieller Berücksichtigung der Hochspannung. 2 Teile. Buchhandlung der Litterarischen Monatsberichte, Berlin-Steglitz 1902.
- Elektrische Bahnen. Band 1: Der Motorwagen. 2 Teile. Buchhandlung der Litterarischen Monatsberichte, Berlin-Steglitz 1904, (Digitalisat Band 1, Teil 1).
- Dynamomaschinen, Elektromotoren und Transformatoren als Energieumformer (= Bibliothek der Technik und Industrien. Bd. 10, ZDB-ID 536295-7). Moritz, Stuttgart 1908.
- Der Schutz der Hochspannungsanlagen gegen Blitz und Überspannungen (= Bibliothek der gesamten Technik. Bd. 127, ZDB-ID 986393-x). Jänecke, Hannover 1909.
- Alles elektrisch! Ein Wegweiser für Haus und Gewerbe. Springer, Berlin 1911.
- Handbuch der elektrischen Hochspannungstechnik. Mit besonderer Berücksichtigung der Energieübertragung. Lehrbuch für Ingenieure und Studierende. Springer, Berlin 1911.
- Elektrische Vollbahnlokomotiven für einphasigen Wechselstrom. Leiner, Leipzig 1915.
- Isolationswiderstand und Erdschluss. Leiner, Leipzig 1917.
- Ursachen und Wirkungen der Phasenverschiebung und Massnahmen zu deren Bekämpfung (cos φ). Leiner, Leipzig 1923.